# 튀니지 U-23 축구 국가대표팀
튀니지 U-23 축구 국가대표팀은 튀니지을 대표하는 U-23 축구 국가대표팀으로 튀니지 축구 연맹에서 관리한다. 현재 하계 올림픽과 AFC U-23 아시안컵 본선 기록은 전무하며 성인대표팀과 더불어 아시아 축구 최약체팀으로 손꼽힌다.

### 하계 올림픽
U-23 대표팀으로 올림픽 본선에는 2번 출전했으나 2번의 대회에서 모두 조별리그 탈락의 고배를 마셨다. 그래도 2000년 대회 조별리그 최종전에서 세르비아를 3-2로 잡아내며 올림픽 본선 첫 승을 거두었다.

## 기타 국제 대회 경력
올아프리카 게임 축구에는 3번 출전하여 U-23 대표팀으로 출전한 1991년 대회에서 은메달을 획득했고 2007년 대회에서는 동메달을 획득했다.
| 올림픽 축구 기록 | 올림픽 축구 기록 | 올림픽 축구 기록 | 올림픽 축구 기록 | 올림픽 축구 기록 | 올림픽 축구 기록 | 올림픽 축구 기록 | 올림픽 축구 기록 | 올림픽 축구 기록 | 올림픽 축구 기록 |
| 년도             | 결과             | 순위             | 경기             | 승               | 무*              | 패               | 득점             | 실점             | 승점             |
| ---------------- | ---------------- | ---------------- | ---------------- | ---------------- | ---------------- | ---------------- | ---------------- | ---------------- | ---------------- |
| 1992년           | 진출 실패        | 진출 실패        | 진출 실패        | 진출 실패        | 진출 실패        | 진출 실패        | 진출 실패        | 진출 실패        | 진출 실패        |
| 1996년           | 조별리그         | 14위             | 3                | 0                | 1                | 2                | 2                | 5                | 1                |
| 2000년           | 진출 실패        | 진출 실패        | 진출 실패        | 진출 실패        | 진출 실패        | 진출 실패        | 진출 실패        | 진출 실패        | 진출 실패        |
| 2004년           | 조별리그         | 12위             | 3                | 1                | 1                | 1                | 4                | 5                | 4                |
| 2008년           | 진출 실패        | 진출 실패        | 진출 실패        | 진출 실패        | 진출 실패        | 진출 실패        | 진출 실패        | 진출 실패        | 진출 실패        |
| 2012년           | 진출 실패        | 진출 실패        | 진출 실패        | 진출 실패        | 진출 실패        | 진출 실패        | 진출 실패        | 진출 실패        | 진출 실패        |
| 2016년           | 진출 실패        | 진출 실패        | 진출 실패        | 진출 실패        | 진출 실패        | 진출 실패        | 진출 실패        | 진출 실패        | 진출 실패        |
| 합계             | 4회 진출(4/15)   | 조별리그(4회)    | 12               | 1                | 4                | 7                | 12               | 27               | 7                |

1. ↑  본선진출 횟수 비율. 독립 이후로 계산